# Joazaf (Żewachow)
Joazaf, imię świeckie Władimir Dawidowicz Żewachow (ur. 12 grudnia?/24 grudnia 1874 w majątku Linowica, zm. 4 grudnia 1937 w Kursku) – rosyjski biskup prawosławny, święty nowomęczennik prawosławny.

## Życiorys
Pochodził z książęcego gruzińskiego rodu Dżawachiszwili, który zrusyfikował się i zmienił nazwisko na Żewachow. Ukończył studia prawnicze na uniwersytecie w Kijowie. Od 1902 do 1914 był sędzią pokoju w ujeździe piriatińskim, następnie w ujeździe kijowskim. W 1911, w randze radcy stanu, został starszym radcą guberni kijowskiej, czasowo pełnił obowiązki zastępcy gubernatora. Zaangażowany w życie Rosyjskiego Kościoła Prawosławnego, wspierał finansowo jego działalność misyjną i oświatową, był członkiem Prawosławnego Stowarzyszenia Kamczackiego oraz Kijowskiego Towarzystwa Dobroczynności.
W 1912, za namową ihumena Walentego (Korotenki) z monasteru Trójcy Świętej w Kijowie, postanowił zaangażować się w odbudowę monasteru św. Michała Archanioła na Zwierzyńcu w Kijowie. Od sierpnia wymienionego roku finansował prace archeologiczne na terenie, gdzie niegdyś znajdował się klasztor, doprowadzając do odkrycia dwunastowiecznych pieczar zamieszkiwanych przez mnichów, śladów pochówków oraz ikony Matki Bożej, która od 1915, dzięki jego staraniom, zaliczała się do wizerunków oficjalnie czczonych przez Rosyjski Kościół Prawosławny. W pobliżu odkrytych pieczar Władimir Żewachow założył skit.
W 1917 odszedł ze służby państwowej. Żył w Kijowie, zaś w 1918 zamieszkał jako posłusznik w skicie Narodzenia Matki Bożej w Cerkowszczinie. Opuścił go w sierpniu tego samego roku, by zostać urzędnikiem w ministerstwie spraw wewnętrznych w rządzie Pawła Skoropadskiego. W 1919 wrócił do rodzinnego majątku Linowica; udzielił w nim gościny znanemu pisarzowi religijnemu Siergijowi Niłusowi. Utrzymywał się z pracy nauczyciela języków obcych, według niektórych źródeł był współpracownikiem Ukraińskiej Akademii Nauk. Utrzymywał kontakty ze skitem na kijowskim Zwierzyńcu i nadal wspierał go finansowo.
W 1924 został aresztowany przez GPU, spędził siedem miesięcy w więzieniu w Kijowie. Po odzyskaniu wolności zamieszkał w monasterze Trójcy Świętej w Kijowie i 24 grudnia tego samego roku złożył wieczyste śluby mnisze przed biskupem humańskim Makarym, przyjmując imię mnisze Joazaf na cześć św. Joazafa Biełgorodzkiego. W tym samym roku otrzymał również święcenia diakońskie i kapłańskie.
6 lipca 1926 przyjął chirotonię na biskupa dmitriewskiego, wikariusza eparchii kurskiej, z rąk zastępcy locum tenens Patriarchatu Moskiewskiego metropolity niżnonowogrodzkiego i arzamaskiego Sergiusza, biskupów pieczerskiego Grzegorza i konotopskiego Jana. Jeszcze w tym samym roku został aresztowany i oskarżony o przygotowywanie i przechowywanie kontrrewolucyjnych tekstów, jak również o nielegalne publiczne modlitwy w intencji cara Mikołaja II, jego rodziny i byłych ministrów. Skazany na trzy lata łagru, odbył karę w obozie na Wyspach Sołowieckich. Następnie do 1932 przebywał na zsyłce w Kraju Narymskim. Po zwolnieniu w 1932 został mianowany biskupem piatigorskim, a następnie biskupem czeboksarskim, jednak nie objął de facto żadnej z wymienionych katedr z powodu złego stanu zdrowia. W 1933 został ponownie aresztowany i skazany na dziesięcioletnią zsyłkę. Jako niezdolny do pracy został jednak warunkowo zwolniony i mógł wrócić do obwodu moskiewskiego.
W czerwcu lub lipcu 1934 objął zarząd eparchii mohylewskiej i mścisławskiej, zaś w 1936 został dodatkowo locum tenens eparchii mińskiej. W tym samym roku odszedł w stan spoczynku i zamieszkał w Biełgorodzie. Na krótko został administracyjnie przesiedlony do Borowic (obwód leningradzki), następnie umożliwiono mu powrót do Biełgorodu. 29 stycznia 1937 został aresztowany, osadzony w więzieniu w Biełgorodzie, następnie przewieziony do obwodu leningradzkiego i ponownie do Kurska. Został oskarżony o kierowanie grupą terrorystyczną, organizowanie wystąpień wiernych na rzecz otwierania cerkwi, nielegalne odprawianie nabożeństw i antyradziecką agitację. Nie przyznał się do winy, stwierdził jedynie, iż faktycznie mówił o prześladowaniach, jakim podlegali kapłani i wierni prawosławni. 4 grudnia 1937 został skazany na karę śmierci i tego samego dnia rozstrzelany.
W 2002 został kanonizowany przez Święty Synod Rosyjskiego Kościoła Prawosławnego jako jeden z Soboru Świętych Nowomęczenników i Wyznawców Rosyjskich.
Jego brat bliźniak Nikołaj Żewachow był działaczem cerkiewnym i państwowym, następnie także autorem wspomnień poświęconych ostatnim latom caratu, rosyjskiej wojnie domowej i emigracji.